# 告诉罗拉我爱她
告诉罗拉我爱她（Tell Laura I Love Her）是Jeff Barry和Ben Raleigh创作的一首少年悲剧歌曲, Ray Peterson演唱的版本是1960年美国十佳流行歌曲之一. 同一年，Ricky Valance在英国重新录制和发行了本曲，获得当年英国单曲榜第一名的成绩。据统计本曲卖出了约七百万份拷贝。亦被翻唱成多種語言。

## 製作
少年悲剧歌曲是1950年代到1960年代流行的一种歌曲形式。这种歌曲讲述少年情侣爱情故事，故事经常以一方的死亡为结束。演唱者的视角有时是将死的一方，有时是死者的爱人。
告诉罗拉我爱她就讲述了这样一个故事：第一段讲述男孩Tommy和女孩Laura相爱，Tommy为了给Laura购买结婚戒指而参加了一个奖金1000美元的汽车比赛；第二段讲述在比赛中由于未说明的原因(No one knows what happened that day how his car overturned in flames)，男孩发生车祸，将死的时候不断重复「Tell Laura I love her…my love for her will never die」第三段则讲述Laura参加Tommy葬礼时听到了Tommy的告白。
在之后的一张专辑The Answer To Everything - Girl Answer Songs Of The '60'S中，Marilyn Michaels演唱了一首Tell Tommy I miss him作为Laura对本曲的回应。
1. ↑  .   [2009-07-19]. （原始内容存档于2008-04-08）.
2. ↑  .   [2009-07-19]. （原始内容存档于2005-01-06）.